# Saison 2019 de l'équipe cycliste masculine Movistar
La saison 2019 de l'équipe cycliste Movistar est la quarantième de cette équipe. Cette saison fait l'objet d'un documentaire diffusé sur Netflix : Dans la roue de l'équipe Movistar 2019.

## Préparation de la saison 2019

### Sponsors et financement de l'équipe
L'équipe est gérée par la société Abarca Sports, fondée en fin d'année 2003 par José Miguel Echavarri, et détenue par celui, Eusebio Unzué et l'avocat Francisco Fernández Maestre. José Miguel Echavarri se retire du cyclisme en 2008 et vend ses parts à Eusebio Unzué, désormais actionnaire majoritaire de la structure,,.
Depuis 2011, l'équipe porte le nom de Movistar, marque de son principal sponsor, l'opérateur mobile Telefónica Móviles. En fin d'année 2018, cette entreprise a prolongé jusqu'à 2021 son engagement avec Abarca Sports, tant pour l'équipe masculine que pour l'équipe féminine, créée en 2018 à sa demande.

### Arrivées et départs
| Arrivées         | Équipe 2018            |
| ---------------- | ---------------------- |
| Carlos Verona    | Mitchelton-Scott       |
| Jürgen Roelandts | BMC                    |
| Lluís Mas        | Caja Rural-Seguros RGA |
| Eduard Prades    | Euskadi-Murias         |

| Départs            | Équipe 2019                   |
| ------------------ | ----------------------------- |
| Víctor de la Parte | CCC                           |
| Nuno Bico          | Burgos-BH                     |
| Dayer Quintana     | Wilier Triestina-Selle Italia |

## Coureurs et encadrement technique

### Effectif
| Cycliste           | Date de naissance | Nationalité | Équipe 2018            |  |
| ------------------ | ----------------- | ----------- | ---------------------- |  |
| Andrey Amador      | 29 août 1986      | Costa Rica  | Movistar               |  |
| Winner Anacona     | 11 août 1988      | Colombie    | Movistar               |  |
| Jorge Arcas        | 8 juillet 1992    | Espagne     | Movistar               |  |
| Carlos Barbero     | 29 avril 1991     | Espagne     | Movistar               |  |
| Daniele Bennati    | 24 septembre 1980 | Italie      | Movistar               |  |
| Carlos Betancur    | 13 octobre 1989   | Colombie    | Movistar               |  |
| Richard Carapaz    | 29 mai 1993       | Équateur    | Movistar               |  |
| Héctor Carretero   | 28 mai 1995       | Espagne     | Movistar               |  |
| Jaime Castrillo    | 13 mars 1996      | Espagne     | Movistar               |  |
| Imanol Erviti      | 15 novembre 1983  | Espagne     | Movistar               |  |
| Rubén Fernández    | 1er mars 1991     | Espagne     | Movistar               |  |
| Mikel Landa        | 13 décembre 1989  | Espagne     | Movistar               |  |
| Lluís Mas          | 15 janvier 1989   | Espagne     | Caja Rural-Seguros RGA |  |
| Nélson Oliveira    | 6 mars 1989       | Portugal    | Movistar               |  |
| Eduard Prades      | 9 août 1987       | Espagne     | Euskadi-Murias         |  |
| Antonio Pedrero    | 23 octobre 1991   | Espagne     | Movistar               |  |
| Nairo Quintana     | 4 février 1990    | Colombie    | Movistar               |  |
| Jürgen Roelandts   | 2 juillet 1985    | Belgique    | BMC                    |  |
| José Joaquín Rojas | 8 juin 1985       | Espagne     | Movistar               |  |
| Jaime Rosón        | 13 janvier 1993   | Espagne     | Movistar               |  |
| Eduardo Sepulveda  | 13 juin 1991      | Argentine   | Movistar               |  |
| Marc Soler         | 22 novembre 1993  | Espagne     | Movistar               |  |
| Jasha Sütterlin    | 4 novembre 1992   | Allemagne   | Movistar               |  |
| Rafael Valls       | 25 juin 1987      | Espagne     | Movistar               |  |
| Alejandro Valverde | 25 avril 1980     | Espagne     | Movistar               |  |
| Carlos Verona      | 4 novembre 1992   | Espagne     | Mitchelton-Scott       |  |

### Encadrement
Le directeur sportif britannique Maximilian Sciandri intègre l'encadrement de l'équipe, après huit saisons chez BMC.

## Bilan de la saison

### Victoires
| Date       | Course                                                 | Pays                | Classe | Vainqueur          |
| ---------- | ------------------------------------------------------ | ------------------- | ------ | ------------------ |
| 01/02/2019 | 5e étape du Tour de San Juan                           | Argentine           | 2.1    | Winner Anacona     |
| 03/02/2019 | Classement général du Tour de San Juan                 | Argentine           | 2.1    | Winner Anacona     |
| 15/02/2019 | 2e étape du Tour de La Provence                        | France              | 2.1    | Eduard Prades      |
| 17/02/2019 | 6e étape du Tour Colombia                              | Colombie            | 2.1    | Nairo Quintana     |
| 26/02/2019 | 3e étape de l'UAE Tour                                 | Émirats arabes unis | 2.UWT  | Alejandro Valverde |
| 28/03/2019 | 2e étape de la Semaine internationale Coppi et Bartali | Italie              | 2.1    | Mikel Landa        |
| 14/04/2019 | Klasika Primavera                                      | Espagne             | 1.1    | Carlos Betancur    |
| 04/05/2019 | 2e étape du Tour des Asturies                          | Espagne             | 2.1    | Richard Carapaz    |
| 05/05/2019 | Classement général du Tour des Asturies                | Espagne             | 2.1    | Richard Carapaz    |
| 14/05/2019 | 4e étape du Tour d'Italie                              | Italie              | 2.UWT  | Richard Carapaz    |
| 19/05/2019 | Tour d'Aragon                                          | Espagne             | 2.1    | Eduard Prades      |
| 25/05/2019 | 14e étape du Tour d'Italie                             | Italie              | 2.UWT  | Richard Carapaz    |
| 02/06/2019 | Classement général du Tour d'Italie                    | Italie              | 2.UWT  | Richard Carapaz    |
| 20/06/2019 | 1re étape de la Route d'Occitanie                      | France              | 2.1    | Alejandro Valverde |
| 23/06/2019 | Classement général de la Route d'Occitanie             | France              | 2.1    | Alejandro Valverde |
| 30/06/2019 | Championnat d'Espagne sur route                        | Espagne             | CN     | Alejandro Valverde |
| 07/07/2019 | 1re étape du Tour d'Autriche                           | Autriche            | 2.1    | Carlos Barbero     |
| 25/07/2019 | Classique d'Ordizia                                    | Espagne             | 1.1    | Rafael Valls       |
| 25/07/2019 | 18e étape du Tour de France                            | France              | 2.UWT  | Nairo Quintana     |
| 25/08/2019 | 2e étape du Tour d'Espagne                             | Espagne             | 2.UWT  | Nairo Quintana     |
| 30/08/2019 | 7e étape du Tour d'Espagne                             | Espagne             | 2.UWT  | Alejandro Valverde |

### Résultats sur les courses majeures
Les tableaux suivants représentent les résultats de l'équipe dans les principales courses du calendrier international (les cinq classiques majeures et les trois grands tours). Pour chaque épreuve est indiqué le meilleur coureur de l'équipe, son classement ainsi que les accessits glanés par Movistar sur les courses de trois semaines.

#### Classiques
| Classique            | Milan-San Remo          | Tour des Flandres       | Paris-Roubaix       | Liège-Bastogne-Liège | Tour de Lombardie       |
| -------------------- | ----------------------- | ----------------------- | ------------------- | -------------------- | ----------------------- |
| Coureur (classement) | Alejandro Valverde (7e) | Alejandro Valverde (8e) | Imanol Erviti (73e) | Mikel Landa (7e)     | Alejandro Valverde (2e) |

#### Grands tours
| Grand tour           | Tour d'Italie                                                 | Tour de France                                              | Tour d'Espagne                                                                      |
| -------------------- | ------------------------------------------------------------- | ----------------------------------------------------------- | ----------------------------------------------------------------------------------- |
| Coureur (classement) | Richard Carapaz (1er)                                         | Mikel Landa (6e)                                            | Alejandro Valverde (2e)                                                             |
| Accessits            | 2 victoire d'étapes (Richard Carapaz), classement par équipes | 1 victoire d'étape (Nairo Quintana), classement par équipes | 2 victoires d'étapes (Nairo Quintana et Alejandro Valverde), classement par équipes |